# Moline Automobile Company
La Moline Automobile Company (1904-1919) fue un fabricante de automóviles de la época de latón estadounidense, radicado en Moline, Illinois, conocido como Moline-Knight. 

## Historia

### Moline-Knight

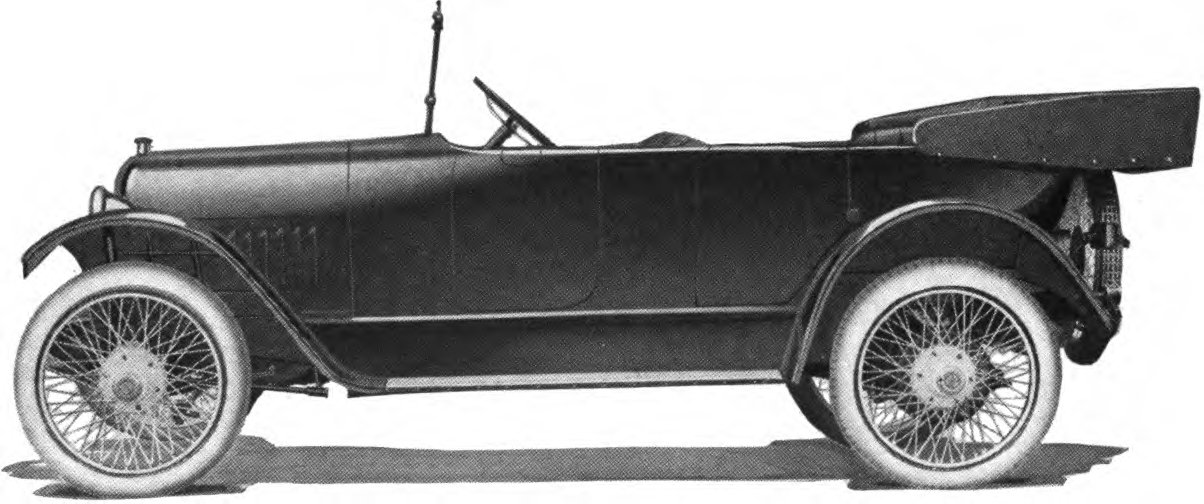
Moline-Knight Touring L

El Moline-Knight fue un automóvil estadounidense fabricado por la Moline Automobile Company, ubicada en el 74 de Keokuk Street en East Moline, Illinois, de 1904 a 1919. Montaba un motor Knight.
En 1911 se lanzó el Moline 35, un convertible de dos asientos con un motor de gasolina de 4×6 pulgadas (114×152 mm) de diámetro y carrera; y un motor de arranque automático, que por entonces era una rareza. Se completó con una capota plegable, parabrisas y un tanque de acetileno Perst-O-Lite (para los faros), todo por un coste de 1700 dólares. Por el contrario, un Brush Runabout costaba 485; el convertible Gale Model A costaba 500; un Runabout Oldsmobile de gran cubicaje 650; un Colt Runabout 1500; un Enger 40 costaba 2000; y el modelo base de American alcanzaba los 4250 dólares. 
La gama del Moline 35 se amplió a partir de 1911 con un turismo para cuatro y cinco pasajeros y un "toy tonneau" de cuatro pasajeros, "todos con arranque automático", según resaltaban los anuncios de la marca.

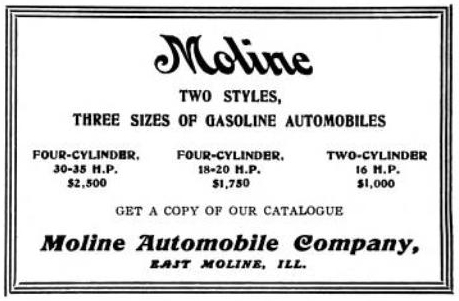
Moline Automobile Company - 1906

Las características que se encuentran en los Moline-Knight incluyen válvulas de camisa y un motor silencioso. Algunos inconvenientes fueron su gran consumo de aceite y la sensibilidad de su carburador a la altitud.